# KSTEM
Der KSTEM-Algorithmus ist ein Algorithmus aus dem Bereich der Computerlinguistik zum automatischen Zurückführen von Wörtern auf ihren Wortstamm (Stemming). Der von Robert Krovetz entwickelte Algorithmus basiert auf morphologischen Regeln und einem Stammlexikon, mit dessen Hilfe er versucht, ein fehlerhaftes Stemming zu vermeiden. KSTEM entfernt Suffixe solange von einem Wort, bis es die durch Regeln reduzierte Wortform im Lexikon findet. Nur wenige Suffixe werden entfernt, wenn das neu zu stemmende Wort nicht im Wörterbuch steht. Wortformen, die im Lexikon gefunden werden, werden nicht gestemmt, da man annimmt, dass sie nicht weiter ableitbar sind.